# La Dune (nouvelle)
Pour les articles homonymes, voir La Dune (homonymie).
La Dune (titre original : The Dune) est une nouvelle de Stephen King parue tout d'abord en 2011 dans le no 117 de la revue littéraire Granta, puis dans le recueil Le Bazar des mauvais rêves en 2015.

## Résumé
Harvey Beecher, juge de la Cour suprême de Floride à la retraite, raconte comment il a découvert dans son enfance une dune très spéciale sur une île déserte.

## Genèse
La nouvelle est parue tout d'abord en novembre 2011 dans le no 117 de la revue littéraire Granta et a été incluse par la suite dans le recueil Le Bazar des mauvais rêves en 2015.